# Pfälzer Turnerbund

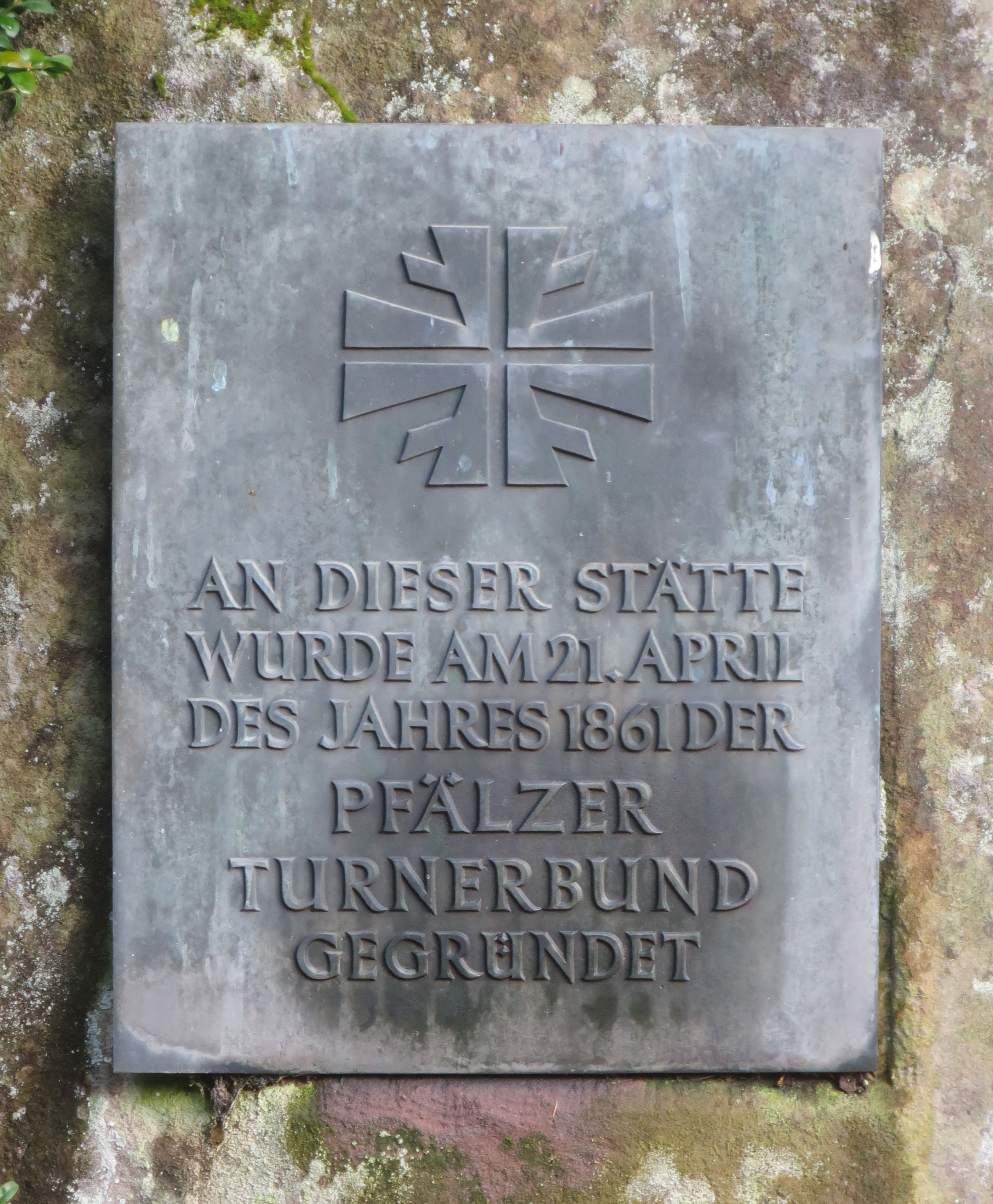
Gedenkplakette im Garten der Villa Denis in Frankenstein-Diemerstein

Der Pfälzer Turnerbund (PTB) ist einer von 22 Landesturnverbänden in Deutschland. Er ist Fachverband für Freizeit-, Gesundheits- und Spitzensport.
In Rheinland-Pfalz existieren zwei weitere Landesturnverbände. Der PTB bildet mit dem Turnverband Mittelrhein (Koblenz) und dem Rheinhessischen Turnerbund (Mainz) die Arbeitsgemeinschaft (ARGE) Rheinland-Pfalz.
Der PTB ist Mitglied beim Sportbund Pfalz und im Deutschen Turner-Bund (DTB).
Die Verbandsgeschäftsstelle befindet sich im Turnerjugendheim Annweiler, der Freizeit- und Bildungsstätte des Pfälzer Turnerbundes.

## Gliederung
Der Pfälzer Turnerbund, der nochmals in vier Turngaue (Turngau Rhein-Limburg, Turngau Speyer, Turngau Sickingen, Westpfalz-Turngau) unterteilt ist, zählt insgesamt 403 Mitgliedsvereine mit insgesamt 98.703 Mitgliedern (Stand: 1. Januar 2013). Präsident des Pfälzer Turnerbundes ist seit 2004 Walter Benz. Geschäftsführer seit 2007 Holger Abel.

## Geschichte
Aus dem Geist der Freiheitsbewegung in den Jahren 1846–1849 sind die ersten Vereinsgründungen der Turner in der Pfalz entstanden. Auch ihre alten Fahnen in diesen Jahren, in den Farben schwarz-rot-gold, den Farben der Einheitsbewegung, waren darunter. Auf das Jahr 1846/47 gehen bereits die Gründungen der Turnvereine Frankenthal, Kaiserslautern, Kirchheimbolanden, Maikammer, Neustadt, Speyer und Zweibrücken zurück. Die Regierung der Pfalz hatte bereits am 19. Dezember 1846 ihr Gesuch um Vereinsgründungen abgelehnt und im Jahr 1849 alle bestehenden Turnvereine verboten. Ab dem Jahr 1860 entstanden neue Turnvereine in der Pfalz, die zunächst kaum untereinander vernetzt waren. Dennoch existierte bereits zu dieser Zeit die Idee, sich zu einem Bund zusammenzuschließen.
Als nach dem ersten Deutschen Turner- und Jugendfest vom 16. bis 18. Juni 1860 in Coburg das Fundament für einen Bund der deutschen Turner gelegt war, trafen sich laut der ersten Eintragung im vorhandenen Protokollbuch am 22. Juli 1860 in Neustadt die Vertreter aus Neustadt, Deidesheim, Dürkheim, Lambrecht und Maikammer zu einer Besprechung, um über einen möglichen Zusammenschluss zu beraten. Der Verein in Neustadt sollte die Geschäfte führen und die Vereine nach außen vertreten. Jeder auswärtige Verein hatte zu dessen Verhandlungen ein Mitglied zu entsenden. In der Vorortsitzung am 4. November 1860 wurde beschlossen, dass bei allen künftigen Vororten der Sprecher des betreffenden Vereins den Vorsitz führen soll. In derselben Sitzung wurde bereits Statuten beraten und genehmigt.
In der Sitzung am 17. Februar 1861 wurde von dem Vertreter aus Deidesheim, Turnbruder Huber, vorgeschlagen, dass jeder Verein seine Statuten seinen lokalen Verhältnissen anpassen sollte; jedoch durften dieselben in keinem Widerspruch zu den Satzungen des zu gründenden Pfälzischen Turnerbundes stehen. Zugleich beantragte Huber, für den zu gründenden Bund eigene Satzungen abzufassen. Huber wurde damit beauftragt, diese Satzungen auszufertigen. Sie sollten als „Allgemeine Grundstäze der Turnerei“ bezeichnet werden.
Obwohl bereits der Name „Pfälzischer Turnerbund“ aufkam, fand die entscheidende Sitzung erst am 21. April 1861 in der Villa Denis in Diemerstein statt. An diesem Tag kamen die Turnvereine aus der Pfalz zusammen, um den Pfälzischen Turnerbund zu gründen. Anwesend waren die Vertreter aus Mußbach, Lambrecht, Deidesheim, Dürkheim, Kaiserslautern und Neustadt.
Vor der eigentlichen Generalversammlung in besagter Villa fand eine „Vorversammlung“ am Vormittag in Frankenstein statt. Vorsitzender war Wilde aus Neustadt als Sprecher. Der Schriftwart Hüll aus Neustadt wurde zum Sekretär bestimmt. In dieser Versammlung wurde vor allem die Tagesordnung für die folgende Generalversammlung aufgestellt.
Zwei Alternativen standen im Mittelpunkt einer langen und regen Diskussion:
- Soll ein eigenständiger Pfälzer Turnerbund gegründet werden

oder
- Soll der Anschluss an den mittelrheinischen Turnerbund angestrebt werden.

Turnbruder Braun, Kaiserslautern, beantragte die Abstimmung über beide Möglichkeiten.
Vorschlag eins, Gründung eines Pfälzischen Turnerbundes, wurde von allen Vereinen angenommen.
Zur zweiten Möglichkeit entschieden sich drei Vereine für einen bedingten Anschluss und drei Vereine für einen unbedingten Anschluss, wobei, wie die Chronik berichtet, Dürkheims Stimme nicht anerkannt wurde, da sich die zwei Abgeordneten nicht einig waren.
Damit war der Pfälzische Turnerbund am 21. April 1861 im Schlosse zu Diemerstein gegründet.

## Pfälzische Landesturnfeste
- 18.–20. Juli 1952 in Landau in der Pfalz (4000 Teilnehmer)
- 20.–22. Juli 1956 in Ludwigshafen (2000 Teilnehmer)
- 17.–23. Juli 1961 in Pirmasens (2000 Teilnehmer)
- 16.–18. Juli 1965 in Kaiserslautern (2500 Teilnehmer)
- 28.–30. Mai 1971 in Annweiler am Trifels (2500 Teilnehmer)
- 9.–11. Juli 1976 in Zweibrücken (6000 Teilnehmer)
- 12.–14. Juni 1981 in Lu.-Oggersheim (8000 Teilnehmer)
- 2.–5. Juni 1988 in Dahn
- 15.–18. Juni 1995 in Ludwigshafen
- 9.–12. Mai 2008 in Pirmasens